# Akodon tartareus
Akodon tartareus is een knaagdier uit het geslacht Akodon dat voorkomt aan de oostkant van de Andes van Tarija in het midden van Bolivia tot Noordwest-Argentinië van Jujuy tot Tucumán, voornamelijk in de Yungas, op 650 tot 2400 m hoogte. Thomas beschreef de soort oorspronkelijk als een aparte soort, maar daarna werd deze muis als een ondersoort van Akodon varius of later Akodon simulator gezien. Omdat A. simulator tartareus sympatrisch met A. simulator simulator werd gevonden in Jujuy, werd A. tartareus in 2007 echter toch weer als een aparte soort erkend in een artikel van de Argentijnse biologen Mónica Díaz en Rúben Barquez over de zoogdieren van Jujuy.
De bovenkant van het lichaam is kopergrijs, lichter dan bij A. simulator. Naar de flanken toe wordt de vacht lichter en de overgang naar de buikvacht is geleidelijk. De ringen rond de ogen zijn donkerder grijs dan bij A. simulator. Op de keel zitten wat witte haren, maar minder dan bij A. simulator. De ossa nasalia en de buizen van Eustachius zijn langer, en in het tweede geval, breder. Ook de morfologie van de onderkaak en de tanden verschilt tussen de twee soorten. A. tartareus heeft 41 of 42 chromosomen. Voor Boliviaanse exemplaren bedraagt de totale lengte 177 tot 215 mm, de kop-romplengte 99 tot 127 mm, de staartlengte 78 tot 91 mm, de achtervoetlengte 21 tot 25 mm, de oorlengte 17 tot 21 mm en het gewicht 32 tot 61 g.